# Xã Clinton, Quận Elkhart, Indiana
Xã Clinton (tiếng Anh: Clinton Township) là một xã thuộc quận Elkhart, tiểu bang Indiana, Hoa Kỳ. Năm 2010, dân số của xã này là 4.624 người.